# QSIG
 (février 2023).
Si vous disposez d'ouvrages ou d'articles de référence ou si vous connaissez des sites web de qualité traitant du thème abordé ici, merci de compléter l'article en donnant les références utiles à sa vérifiabilité et en les liant à la section « Notes et références ».
 (février 2023).
QSIG est un protocole de signalisation standard basé sur RNIS (Réseau Numérique à Intégration de Service) utilisé afin d'interconnecter des PABX (autocommutateurs privés) de constructeurs différents. QSIG utilise le protocole de couche 3 Q.931 et le protocole de niveau applicatif ROSE.
QSIG a été développé par Ecma international [Quand ?] et adopté par l'ETSI [Quand ?]. Il est défini par un ensemble de documents ISO Standards.

## Liste des standards QSIG
- ETS 300 052 - Multiple Subscriber Number
- ETS 300 055 - Call Waiting
- ETS 300 092 - Calling Line Identification Presentation (CLIP)
- ETS 300 093 - Calling Line Identification Restriction (CLIR)
- ETS 300 097 - Connected Line Identification Presentation (COLP)
- ETS 300 098 - Connected Line Identification Restriction (COLR)
- ETS 300 130 - Malicious Call Identification
- ETS 300 141 - Call Hold
- ETS 300 172 - Circuit-Mode Basic Service
- ETS 300 182 - Advice Of Charge
- ETS 300 188 - Three Way Conference
- ETS 300 207 - Call Diversion
- ETS 300 239 - Generic Functional Protocol
- ETS 300 256 - CFU Supplementary Service
- ETS 300 258 - Path Replacement (ANF-PR)
- ETS 300 260 - Call Transfer By Join (SS-CT)
- ETS 300 359 - Call Completion To Busy Subscriber (CCBS)
- ETS 300 369 - Explicit Call Transfer
- ETS 300 745 - Message Waiting Indication (MWI)